# کبوتردریایی مانکس

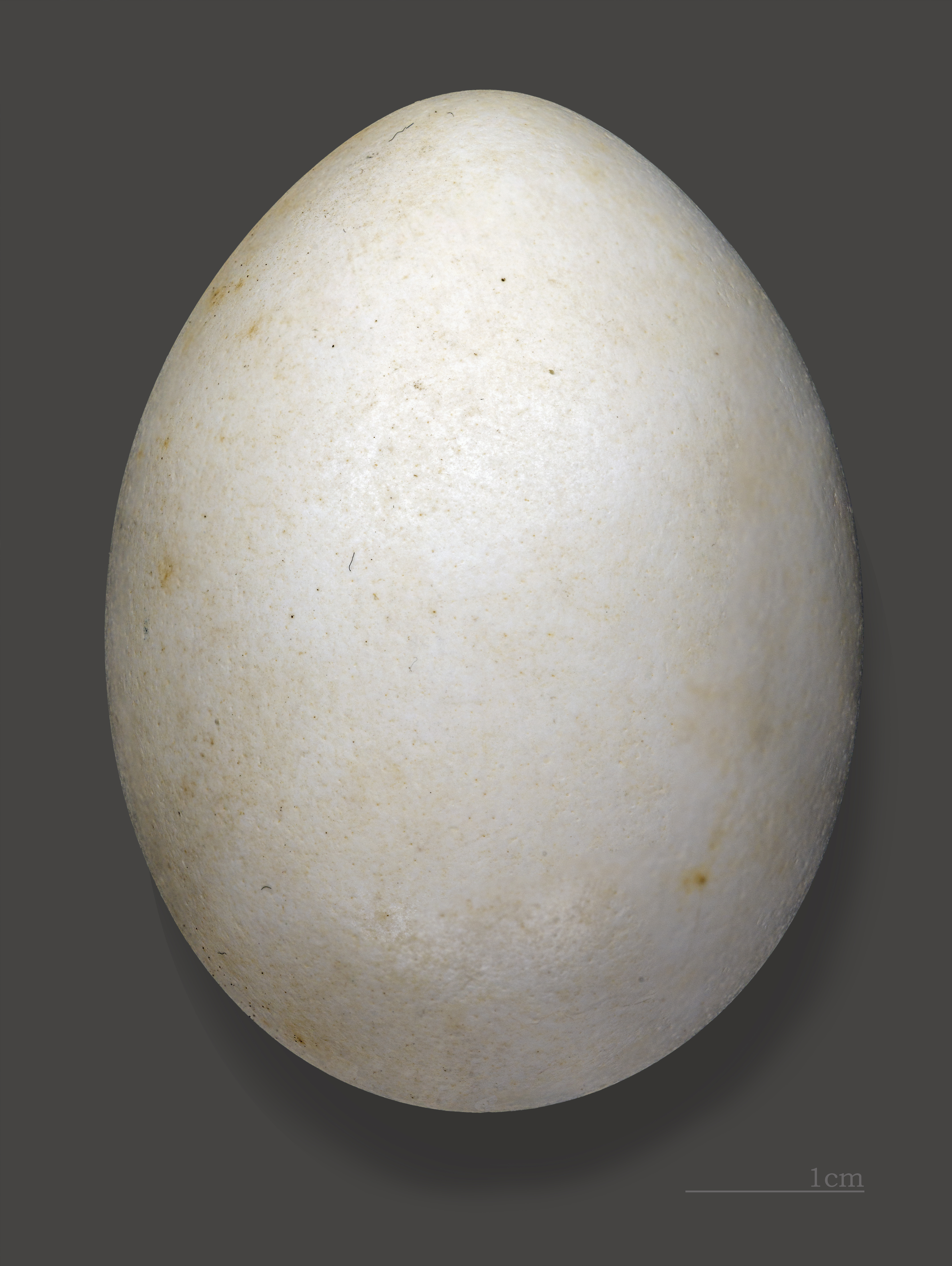
تخم

کبوتردریایی مانکس (نام علمی: Puffinus puffinus) نام یک گونه از سرده کبوتردریایی‌های آب‌شکاف است.